# Ulrich Lusche

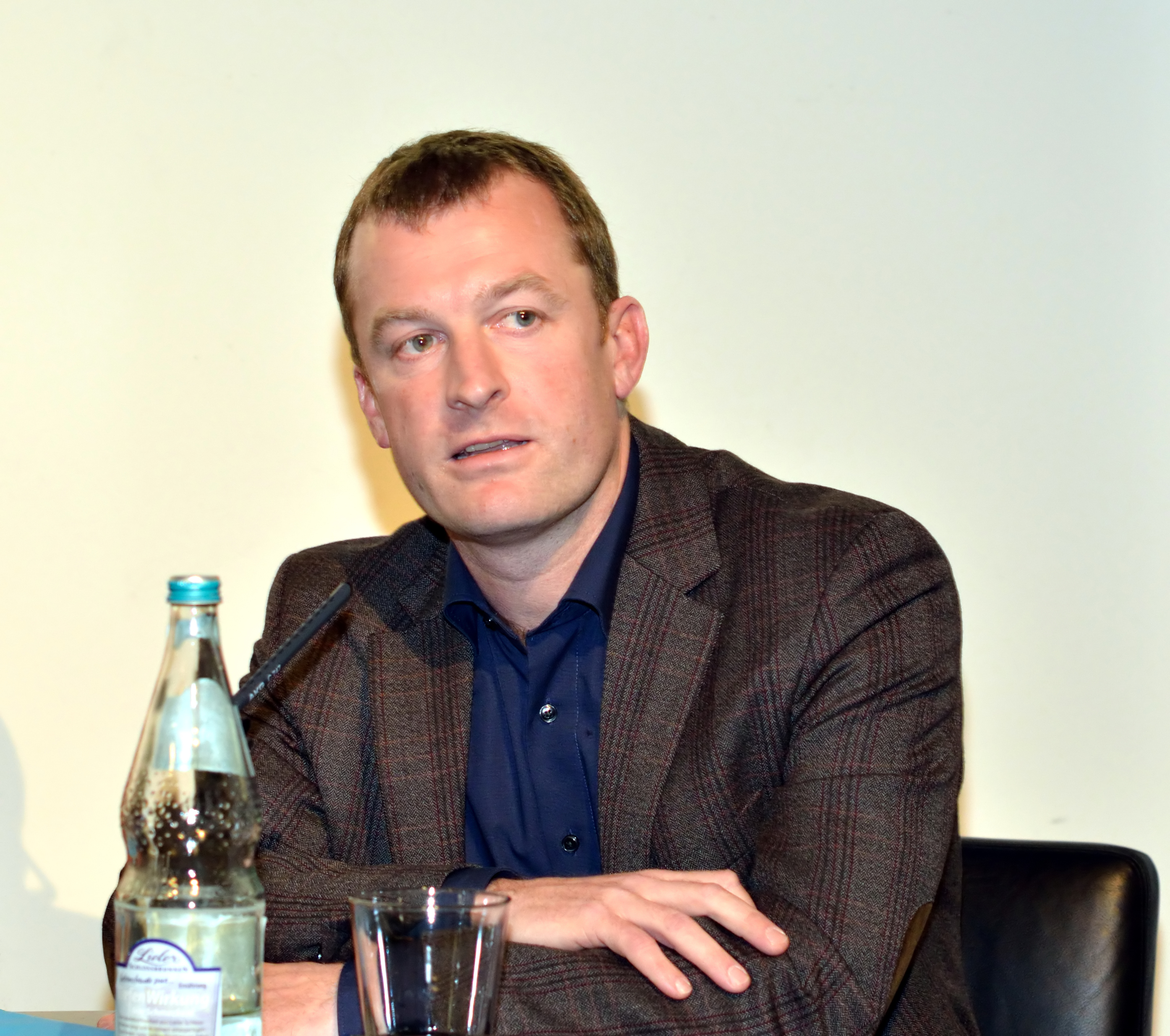
Ulrich Lusche (2012)

Ulrich Lusche (* 27. Oktober 1968 in Rheinfelden) ist ein deutscher Jurist und Politiker der CDU. Er war von 2006 bis 2016 Mitglied des Landtages von Baden-Württemberg.

## Ausbildung und Beruf
Nach dem Abitur 1988 am Hans-Thoma-Gymnasium in Lörrach, war Ulrich Lusche von 1988 bis 1990 Zeitsoldat bei der Marine, wo er zum Reserveoffizier ausgebildet wurde. Anschließend studierte an der Albert-Ludwigs-Universität Freiburg Rechtswissenschaften. Zwischen 1995 und 1998 war er Rechtsreferendar am Landgericht in Waldshut-Tiengen. 
Seit 1998 arbeitet er in Lörrach als Rechtsanwalt bei der Kanzlei Bender, Harrer und Krevet. Sein Schwerpunkt liegt in den Bereichen des gewerblichen Miet- und Pachtrechts und des Verwaltungsrechts insbesondere des Umweltrechts. Seit 2018 ist er stellvertretender Richter am Verfassungsgerichtshof für das Land Baden-Württemberg, er vertritt die Richterin Sintje Leßner.

## Politische Tätigkeit
Ulrich Lusche war von Mai 2003 bis Oktober 2009 stellvertretender Vorsitzender und von Oktober 2009 bis Februar 2012 Vorsitzender des CDU-Kreisverband Lörrach. Bei den Kommunalwahlen 2004 wurde er in den Gemeinderat der Stadt Lörrach gewählt. 2009 und 2014 wurde er wiedergewählt. Diesem gehörte er, teilweise als Fraktionsvorsitzender, bis 2024 an. Nach dieser 20-jährigen Tätigkeit trat er 2024 nicht erneut an.
Seit der Landtagswahl 2006 vertrat er den Wahlkreis Lörrach als direkt gewählter Abgeordneter im Landtag von Baden-Württemberg. Er war Mitglied des Umwelt- und des Europaausschusses im Landtag sowie der Kommission für Umwelt und Landwirtschaft im Oberrheinrat. Bei der Wahl am 27. März 2011 verteidigte er sein Landtagsmandat erfolgreich.
Im April 2014 gab Lusche seine Kandidatur für die Wahl zum Oberbürgermeister der Stadt Lörrach bekannt, kam im ersten Wahlgang am 6. Juli aber mit 25,4 % der Stimmen nur auf den dritten Platz.
Ulrich Lusche war für die Landtagswahl 2016 erneut Kandidat der CDU für den Wahlkreis Lörrach. Bei der Wahl selbst verlor er das Direktmandat jedoch an Josha Frey von den Grünen; da sein prozentuales Ergebnis ebenso bei der Zweitauszählung unter denen der meisten übrigen baden-württembergischen CDU-Wahlkreiskandidaten lag, verfehlte er den erneuten Einzug in den Landtag.

## Familie und Privates
Ulrich Lusche ist evangelisch. Er ist seit 1998 verheiratet mit Ute Lusche geb. Ziegler. Ihr Sohn Christoph wurde 2003 und der Sohn Thomas Kristian 2007 geboren.

## Mandate
- 2009–2024: Mitglied des Verwaltungsrates der Sparkasse Lörrach-Rheinfelden